# Friedrich Groschuff
Friedrich Groschuff, Taufname: Fabian (* 5. November 1701, anderslautende Geburtsjahre 1693 bzw. 1700, in Danzig; † 15. Dezember 1784 in Schleiz) war ein deutscher Philologe.

## Leben
Friedrich Groschuff wurde als Sohn eines Kaufmanns geboren.
1709 kam er an das Gymnasium Danzig.
Er studierte anfangs Theologie und später noch dazu Rechtswissenschaften an der Universität Königsberg und der Universität Leipzig, dort wurde er am 13. August 1727 immatrikuliert.
Auf Empfehlung von Johann Christoph Gottsched wurde er in Kassel Erzieher der Kinder des Kammerpräsidenten Friedrich Wilhelm von Borcke, begleitete dann als Ephorus Adolph Wilhelm Heinrich von der Tann (1736–1778) an die Universität Marburg, war Hofmeister in Straßburg und erhielt die Sekretär- und Hofmeisterstelle zur Erziehung von Adolf von Hessen-Philippsthal-Barchfeld in Barchfeld.
1760 kam er als Sekretär und Hofmeister des Prinzen Peter Friedrich Wilhelm nach Eutin und erhielt, nachdem er seine Tätigkeit dort beendete, ein Geldgeschenk sowie den Titel eines herzoglich holsteinischen Justizrates. Er lebte anschließend als Privatmann in Schleiz und widmete sich seinen philologischen Studien.
Von 1762 bis 1780 war er Mitglied des Rates der Stadt Schleiz.
Friedrich Groschuff war seit 1760 mit Johann Dorothea (geb. Hofmann) (1724–1803) verheiratet; gemeinsam hatten sie drei Töchter:
- August Friederica Wilhelmine Groschuff (1761–1789);
- Emilia Henrietta Groschuff (* 1763);
- Henriette Louise Wilhelmine Groschuff (* 1767).

### Schriftstellerisches Wirken
Friedrich Groschuff widmete sich besonders den Altertümern und schrieb Abhandlungen zu etymologischen Fragen. Einen umfangreichen Schriftwechsel unterhielt er mit Johann Christoph Gottsched.

## Mitgliedschaften
- Mitglied der Königlichen Deutschen Gesellschaft in Königsberg.
- Mitglied der  Churfürstlich Mayntzischen Academie nützlicher Wissenschaften.
- Mitglied der Gesellschaft der freien Künste zu Leipzig.

## Schriften (Auswahl)
- Kurze Abhandlung von der Händesprache in so weit deren Merkmaale bey den alten Schriftstellern sich äußern, mit deren eigenen Beweisthümern bestätiget. Kassel 1750.
- Abhandlung von den Fingern, deren Verrichtungen und symbolische Bedeutung, in so ferne sie der deutschen Sprache Zusätze geliefert: aus aller Art Altherthümer erwogen. Leipzig und Eisenach 1757.
- Woher die Redensart entstanden, jemanden einen Korb geben. Erschienen in: Hannoversche Anzeigen: von allerhand Sachen, deren Bekanntmachung dem gemeinen Wesen nöthig und nützlich, Band 8. Hannover 1759. S. 1133 f.
- Friedrich Groschuff; Johann Balthasar Hundeshagen; Friedrich Christoph Schmincke: Versuch einer genauen und umständlichen Beschreibung der Hochfürstlich-Hessischen Residenz- und Hauptstadt Cassel: nebst den nahe gelegenen Lustschlössern, Gärten und andern sehenswürdigen Sachen. Kassel 1769.
- Friedrich Groschuf, Johann Balthasar Hundeshagen: Versuch einer genauen und umständlichen Beschreibung der Hochfürstlich-Hessischen Residenz- und Hauptstadt Cassel. Kassel, Schmiedt, 1767.
- handschriftlich hinterließ er: Origines etymologico-historicae in usum linguae germanicae, in dem er sich mit der Ähnlichkeit zwischen der deutschen und der griechischen Sprache beschäftigte.